# Dynamisch intraligamentäre Stabilisation
Die dynamisch intraligamentäre Stabilisation (DIS) ist ein Operationsverfahren zur Therapie eines Kreuzbandrisses, das auf eine Selbstheilung des zerrissenen Bandes setzt und dieses mittels eines dynamischen Implantats stabilisiert.

## Hypothese

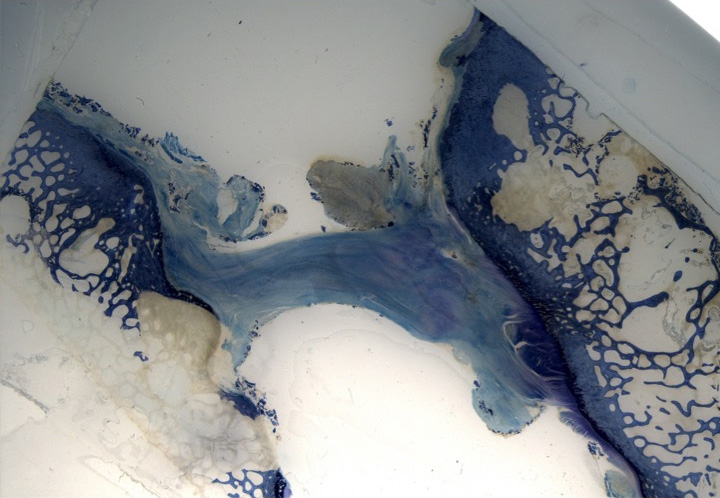
Histologie Kreuzband im Schafmodell

Während allgemein davon ausgegangen wird, dass ein gerissenes Kreuzband kein wesentliches Heilungspotential besitzt und daher nach einem Kreuzbandriss durch ein Sehnentransplantat ersetzt werden muss, postulierte Stefan Eggli erstmals 2005, dass durch eine Stabilisierung das Kreuzband zur Selbstheilung gebracht werden könne.
Nach einem Kreuzbandriss verliert das Kniegelenk an Rotationsstabilität und insbesondere an Translationsstabilität des Unterschenkels nach vorne. Diese Instabilität führt dazu, dass gewisse Sportarten, die eine hohe Stabilität des Kniegelenks voraussetzen, nicht mehr ausgeübt werden können. Eine Operation ist in diesem Fall die Behandlungsmethode der Wahl, um diese Instabilität zu beheben.
Das Kreuzband hat zwei Hauptfunktionen: Erstens stabilisiert es das Kniegelenk, zweitens hilft es dank der eingebauten Mechanorezeptoren (Vater-Pacini-Körperchen) die muskuläre Führung des Kniegelenks zu steuern. Bei einem Kreuzbandriss verliert das Knie somit nicht nur einen Teil der mechanischen Stabilität, sondern teilweise auch die Propriozeption (Tiefensensibilität). Durch eine konventionelle Kreuzbandplastik kann die mechanische Stabilität des Kniegelenks größtenteils wiederhergestellt werden – nicht jedoch die Tiefensensibilität. Daraus resultieren zum einen eine erhöhte Wiederverletzungsgefahr, zum anderen ein erhöhtes Arthroserisiko.
Mit der dynamisch-intraligamentären Stabilisation soll die Voraussetzung geschaffen werden, dass das eigene Kreuzband wieder zusammenwachsen kann und somit die Tiefensensibilität erhalten bleibt. Die Selbstheilung des Kreuzbandes soll auf lange Sicht das Wiederverletzungsrisiko und das Arthroserisiko senken.

## Tiermodell

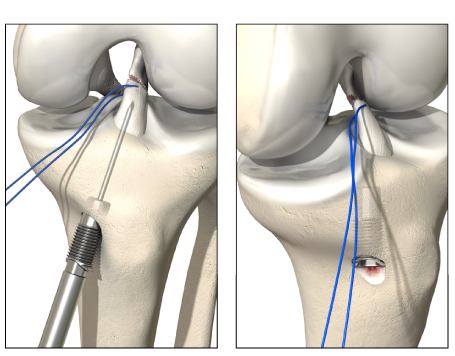
Kreuzband-Reposition und -Stabilisation mittels DIS

Die dynamisch intraligamentäre Stabilisation wurde zuerst am Tiermodell (Schafe) getestet. Die Resultate konnten belegen, dass ein Kreuzband durchaus ein Heilungspotential besitzt.
Insbesondere zeigten die histologischen Studien ein schnelles Einwachsen von Blutgefäßen in den gerissenen Anteil des Bandes sowie erhaltene Tiefenrezeptoren. Im biomechanischen Test konnte eine zunehmende mechanische Stabilität des Bandes gemessen werden, was als beweisend gilt für die biologische Heilung eines Bandes.

## Verfahren
Die dynamisch-intraligamentäre Stabilisation wurde erstmals 2009 bei zehn Patienten angewendet. Die Resultate waren erfolgreich, so dass das Verfahren ab 2011 regelmäßig eingesetzt wurde.

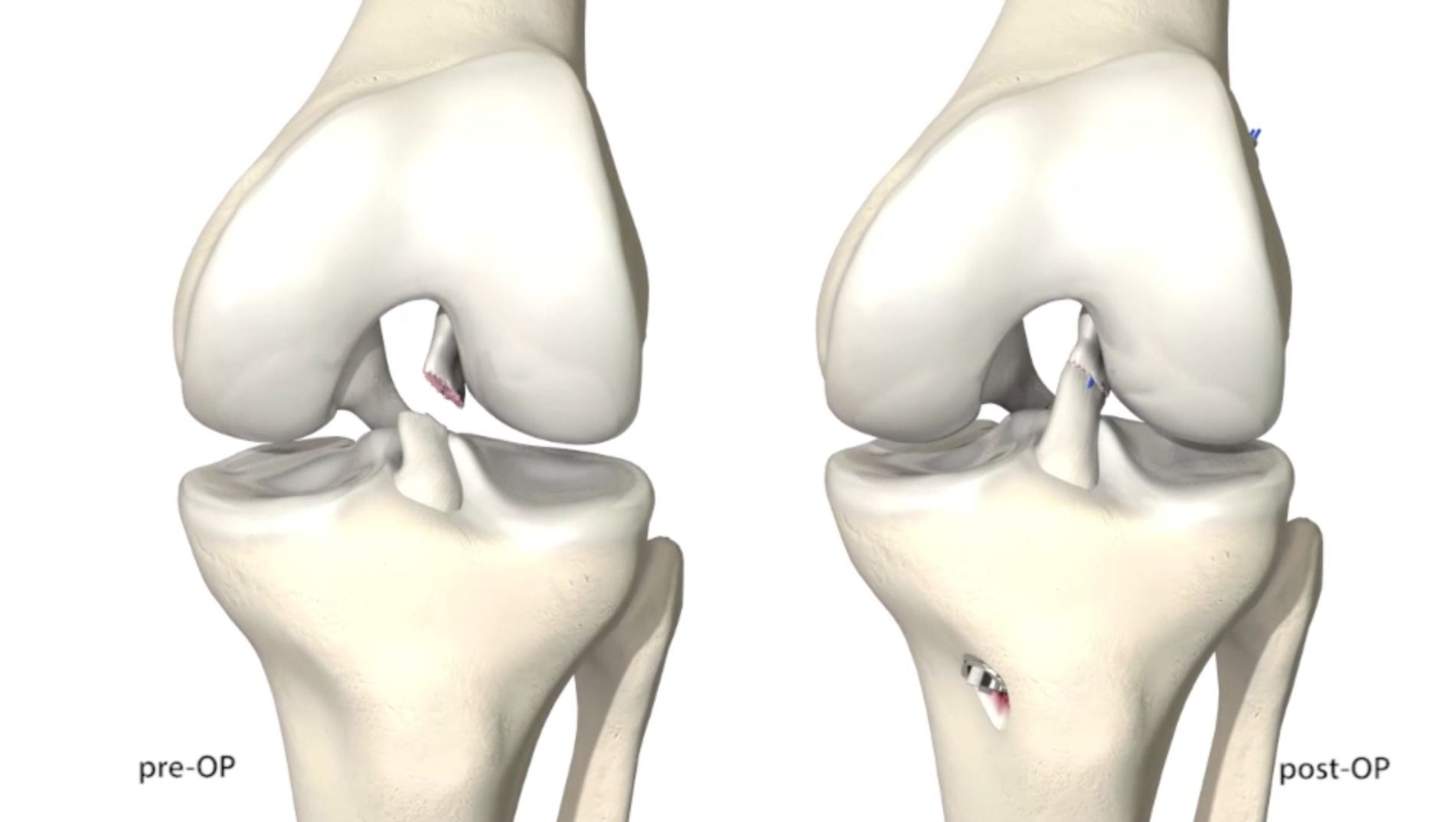
Kreuzbandriss und Behandlung mittels dynamisch intraligamentärer Stabilisation

### Indikationsstellung
Geeignet für die kreuzbanderhaltende Operationstechnik sind:
- junge Patienten
- frischer Riss (bis drei Wochen nach dem Trauma, ein Riss sollte danach nicht mehr mit dieser Technik versorgt werden, da das Heilungspotential abnimmt)
- Riss im oberen Drittel des Kreuzbandes (bessere Heilungschance)
- Zusatzverletzungen (Menisken, Seitenbänder)

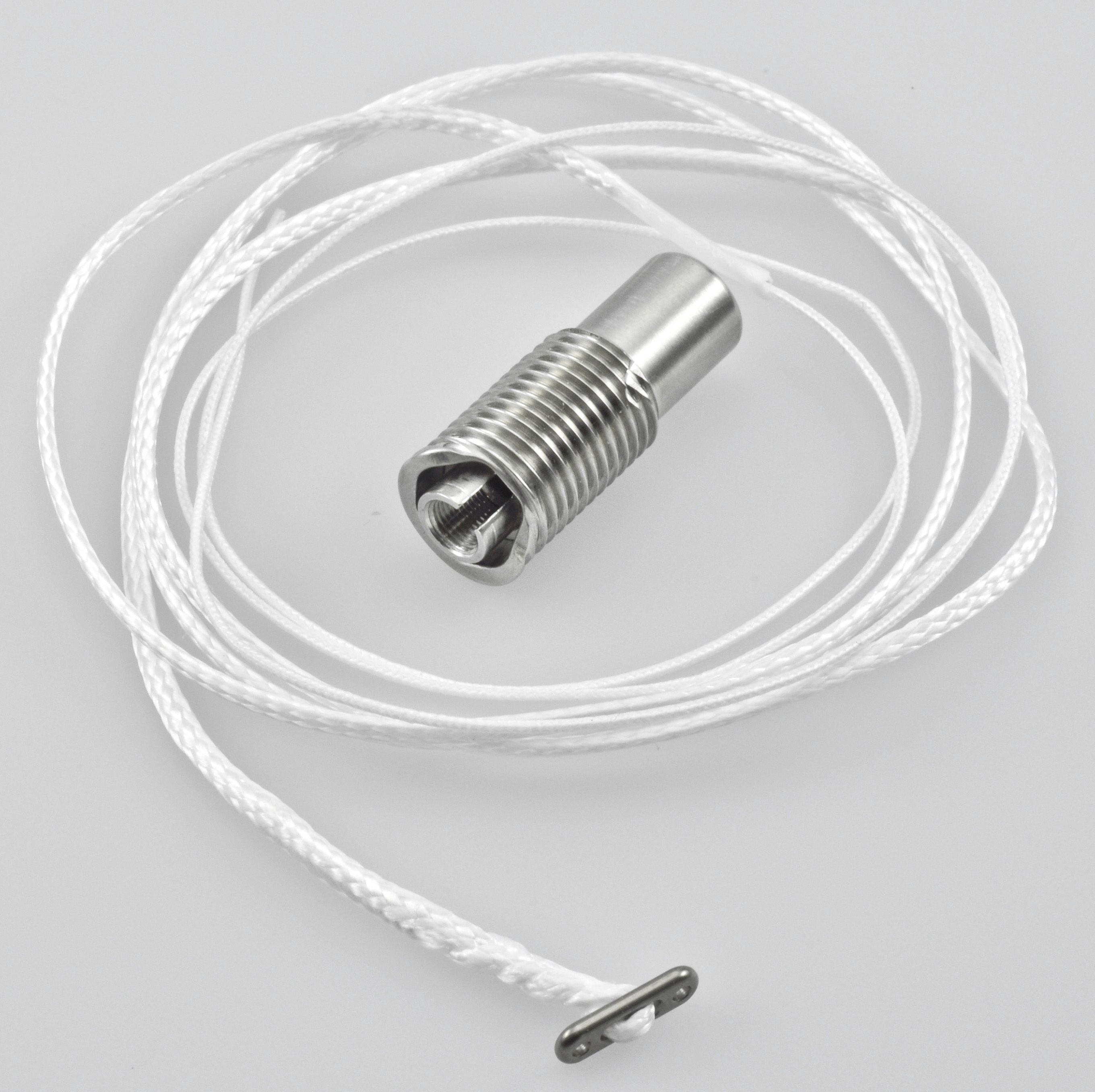
Ligamys Implantat zur dynamisch intraligamentären Stabilisation

- hoher Sportanspruch

### Technik
Das gerissene Kreuzband wird mit resorbierbaren Fäden angeschlungen und wieder an die anatomische Stelle am Oberschenkel reponiert. Danach wird eine Schraube mit einem Federsystem im Unterschenkel verankert (Ligamys). Ein Polyethylenfaden wird danach hinter dem genähten Kreuzband ins Kniegelenk gebracht und am Oberschenkelknochen mit einem Plättchen fixiert. Dieser Polyethylenfaden wird anschließend im Federsystem mit 80 Newton vorgespannt und fixiert, so dass das Kniegelenk in jeder Position stabilisiert werden kann. Das genähte Kreuzband erhält somit die notwendige Ruhe und Stabilität zur Heilung. Als letzter Schritt wird an der Abrissstelle im Oberschenkelbereich ein Microfracturing durchgeführt. Dadurch gelangen Stammzellen und Wachstumsfaktoren vom Knochenmark des Oberschenkels in die Risszone des Kreuzbandes und regen die biologische Heilung des Bandes an.

### Resultate
Inzwischen sind klinische Resultate aus ersten Vergleichsstudien und auch von Autoren außerhalb der Forschergruppe publiziert. Sie zeigen im funktionellen Outcome und bei den Scores vergleichbare Ergebnisse wie die der Kreuzbandplastik. Patienten mit dynamischer Stabilisation haben ein höheres Aktivitätsniveau unmittelbar nach der Operation und kehren früher wieder in den beruflichen Alltag zurück als Patienten, bei denen das Kreuzband ersetzt wurde. Nach über zwei Jahren liegt die Revisionsrate bei 7,9–9,5 %. Risikofaktoren für ein mögliches Versagen dieser Therapiemethode sind: intermediäre Risse des Kreuzbandes, Patienten mit Wettkampsport-Niveau (Tegner Score >5), ein Patientenalter unter 24 Jahren. Die Patientenzufriedenheit mit dem Verfahren ist hoch.